# Tricalysia madagascariensis
Tricalysia madagascariensis är en måreväxtart som först beskrevs av Emmanuel Drake del Castillo och Marcel Marie Maurice Dubard, och fick sitt nu gällande namn av Auguste Jean Baptiste Chevalier. Tricalysia madagascariensis ingår i släktet Tricalysia och familjen måreväxter. Inga underarter finns listade i Catalogue of Life.